# Egyenlőség (matematika)
A matematikában az egyenlőség két mennyiség - általánosabban két matematikai kifejezés - közötti kapcsolat, amely azt állítja, hogy a két mennyiség értéke megegyezik, vagy a kifejezések ugyanazt a matematikai szerkezetet írják le. A és B kifejezések egyenlőségét írásban A = B jelöljük, szóban "A egyenlő B-vel" mondjuk . A "=" szimbólumot "egyenlőségjel"-nek hívjuk.
Például:
- {\displaystyle x=y} azt jelenti, hogy x és y ugyanazt a matematikai szerkezetet jelöli.[1]
- A {\displaystyle (x+1)^{2}=x^{2}+2x+1} matematikai azonosság azt jelenti, hogy x bármely értékére, a két kifejezésnek ugyanaz az értéke. Másképpen értelmezve: az egyenlőségjel két oldalán álló kifejezések ugyanazt a függvényt jelölik.
- {\displaystyle \{x\mid P(x)\}=\{x\mid Q(x)\}} akkor és csak akkor, ha {\displaystyle P(x)\Leftrightarrow Q(x).} Ez az állítás azt jelenti, hogy ha a {\displaystyle P(x)} tulajdonságnak ugyanazok az elemek tesznek eleget mint a {\displaystyle Q(x)} tulajdonságnak, akkor az egyenlőségjel két oldalán lévő halmazok megegyeznek. Ezt úgy is szokás mondani, hogy a "két halmaz egyenlő, ha elemeik megegyeznek". Ez a halmazelmélet egyik axiómája, az axiomatikus halmazelmélet úgynevezett meghatározottsági - vagy extenzionalitási - axiómája.[2]

## Fordítás
Ez a szócikk részben vagy egészben  az   Equality (mathematics) című angol Wikipédia-szócikk ezen változatának fordításán alapul.  Az eredeti cikk szerkesztőit annak laptörténete sorolja fel. Ez a jelzés csupán a megfogalmazás eredetét és a szerzői jogokat jelzi, nem szolgál a cikkben szereplő információk forrásmegjelöléseként.